# Giandomenico Salvadori
Giandomenico Salvadori (* 8. Oktober 1992 in Feltre) ist ein italienischer Skilangläufer.

## Werdegang
Salvadori startete erstmals im März 2011 in Rogla über 10 km klassisch im Alpencup und beendete das Rennen auf Rang 52. Seine erste Top-20-Platzierung gelang ihm zwei Jahre später am selben Ort mit Rang zwölf im Prolog eines Etappenrennens. Die zweite Etappe über 10 km klassisch beendete Salvadori auf Platz zehn; in der abschließenden Verfolgung kam er als Neunter ins Ziel. Im Dezember 2013 gelangen ihm in Gressoney-Saint-Jean mit Platz neun über 15 km klassisch und am Folgetag Rang sieben im 15-km-Freistil-Verfolgungsrennen zwei weitere Top-10-Platzierungen. Im 30-km-Freistil-Massenstartrennen in Rogla im März 2014 erreichte Salvadori Platz sechs. In der Saison 2014/15 erzielte er in Oberwiesenthal im Januar 2015 mit Rang drei über 15 km klassisch seine erste Podiumsplatzierung im Alpencup und erzielte bei der als Verfolgungsrennen ausgetragenen Schlussetappe des Etappenrennens in Campra die Laufbestzeit; das Etappenrennen beendete er auf Rang zwei. In der Gesamtwertung des Alpencups 2014/15 kam Salvadori auf Rang drei. Bei den U23-Weltmeisterschaften in Almaty erreichte er Platz vier über 15 km Freistil sowie Rang fünf im Skiathlon. Im Dezember 2015 gab Salvadori in Lillehammer sein Debüt im Weltcup, wobei er im Skiathlon Rang 56 belegte. Bei der anschließenden ersten Station des Alpencups 2015/16 in Prémanon siegte er über 15 km Freistil und wurde Zweiter über 15 km klassisch. Anfang Januar 2016 holte er bei der Tour de Ski mit dem 28. Platz bei der 30-km-Massenstartetappe seine ersten Weltcuppunkte. Es folgten zwei Siege beim Alpencup in Campra und zum Saisonende den 39. Platz bei der Ski Tour Canada. In der Gesamtwertung des Alpencups 2015/16 kam Salvadori auf Rang eins. Nach Platz 66 bei der Minitor in Lillehammer zu Beginn der Saison 2016/17, siegte er beim Alpencup in Goms über 15 km klassisch und belegte im 15-km-Massenstartrennen den dritten Rang. Zudem gewann er in Zwiesel das Verfolgungsrennen. Die Tour de Ski 2016/17 beendete er auf dem 28. Platz und das Weltcupfinale in Québec auf dem 30. Rang. Beim Saisonhöhepunkt den nordischen Skiweltmeisterschaften 2017 in Lahti belegte er den 21. Platz über 15 km klassisch, den zehnten Rang im Skiathlon und den achten Platz mit der Staffel. In der folgenden Saison kam er beim Ruka Triple auf den 36. Platz und beim Weltcupfinale in Falun auf den 20. Rang. Bei den Olympischen Winterspielen in Pyeongchang lief er auf den 26. Platz im Skiathlon, auf den 16. Rang im 50-km-Massenstartrennen und auf den siebten Platz mit der Staffel.
In der Saison 2018/19 belegte Salvadori den 48. Platz beim Lillehammer Triple, den 35. Rang bei der Tour de Ski 2018/19 und den 53. Platz beim Weltcupfinale in Québec. Beim Saisonhöhepunkt, den Nordischen Skiweltmeisterschaften 2019 in Seefeld in Tirol, lief er auf den 26. Platz im 50-km-Massenstartrennen, auf den 16. Rang im Skiathlon und den zehnten Platz mit der Staffel. Nach Platz 53 beim Ruka Triple zu Beginn der Saison 2019/20, errang er den 29. Platz bei der Tour de Ski 2019/20 und den 37. Platz bei der Skitour und erreichte damit den 63. Platz im Gesamtweltcup. In der Saison 2020/21 errang er den 36. Platz beim Ruka Triple und den 35. Platz bei der Tour de Ski 2021. Beim Saisonhöhepunkt, den Nordischen Skiweltmeisterschaften 2021 in Oberstdorf, kam er auf den 24. Platz im Skiathlon. In der folgenden Saison errang er bei der Tour de Ski 2021/22 den 30. Platz und bei den Olympischen Winterspielen 2022 in Peking den 48. Platz im Skiathlon, den 22. Platz über 15 km klassisch sowie den 18. Platz im 50-km-Massenstartrennen. Zudem wurde er dort zusammen mit Federico Pellegrino, Francesco De Fabiani und Davide Graz Achter in der Staffel.

## Siege bei Continental-Cup-Rennen

### Continental-Cup-Siege im Einzel
| Nr. | Datum             | Ort            | Disziplin                       | Serie    |
| --- | ----------------- | -------------- | ------------------------------- | -------- |
| 1.  | 22. Februar 2015  | Campra         | 15 km Verfolgung Freistil 1     | Alpencup |
| 2.  | 12. Dezember 2015 | Prémanon       | 15 km Freistil Individualstart  | Alpencup |
| 3.  | 19. Dezember 2015 | Hochfilzen     | 15 km Freistil Individualstart  | Alpencup |
| 4.  | 5. Februar 2016   | Campra         | 1,4 km Sprint klassisch         | Alpencup |
| 5.  | 7. Februar 2016   | Campra         | 15 km Verfolgung klassisch 2    | Alpencup |
| 6.  | 17. Dezember 2016 | Goms           | 15 km klassisch Individualstart | Alpencup |
| 7.  | 19. Februar 2017  | Zwiesel        | 15 km Verfolgung klassisch 2    | Alpencup |
| 8.  | 5. Januar 2025    | Oberwiesenthal | 20 km klassisch Massenstart     | Alpencup |

### Continental-Cup-Siege im Team
| Nr. | Datum         | Ort     | Disziplin                           | Serie    |
| --- | ------------- | ------- | ----------------------------------- | -------- |
| 1.  | 17. März 2024 | Toblach | 4 × 7,5 km Mixed-Staffel Freistil 1 | Alpencup |

## Teilnahmen an Weltmeisterschaften und Olympischen Winterspielen

### Olympische Spiele
- 2018 Pyeongchang: 7. Platz Staffel, 15. Platz 50 km klassisch Massenstart, 26. Platz 30 km Skiathlon
- 2022 Peking: 8. Platz Staffel, 18. Platz 50 km Freistil Massenstart, 22. Platz 15 km klassisch, 48. Platz 30 km Skiathlon

### Nordische Skiweltmeisterschaften
- 2017 Lahti: 8. Platz Staffel, 10. Platz 30 km Skiathlon, 21. Platz 15 km klassisch
- 2019 Seefeld in Tirol: 10. Platz Staffel, 15. Platz 30 km Skiathlon, 26. Platz 50 km Freistil Massenstart
- 2021 Oberstdorf: 24. Platz 30 km Skiathlon
- 2023 Planica: 26. Platz 30 km Skiathlon, 37. Platz 50 km klassisch Massenstart

## Platzierungen im Weltcup

### Weltcup-Statistik
Die Tabelle zeigt die erreichten Platzierungen im Einzelnen.
- 1.–3. Platz: Anzahl der Podiumsplatzierungen
- Top 10: Anzahl der Platzierungen unter den ersten zehn
- Punkteränge: Anzahl der Platzierungen innerhalb der Punkteränge
- Starts: Anzahl gelaufener Rennen in der jeweiligen Disziplin
- Hinweis: Bei den Distanzrennen erfolgt die Einordnung gemäß FIS.

| Platzierung               | Distanzrennen a | Distanzrennen a | Distanzrennen a | Distanzrennen a | Distanzrennen a | Skiathlon Verfolgung | Sprint | Etappen- rennen b | Gesamt | Team c | Team c  |
| Platzierung               | ≤ 5 km          | ≤ 10 km         | ≤ 15 km         | ≤ 30 km         | > 30 km         | Skiathlon Verfolgung | Sprint | Etappen- rennen b | Gesamt | Sprint | Staffel |
| ------------------------- | --------------- | --------------- | --------------- | --------------- | --------------- | -------------------- | ------ | ----------------- | ------ | ------ | ------- |
| 1. Platz                  |                 |                 |                 |                 |                 |                      |        |                   |        |        |         |
| 2. Platz                  |                 |                 |                 |                 |                 |                      |        |                   |        |        |         |
| 3. Platz                  |                 |                 |                 |                 |                 |                      |        |                   |        |        |         |
| Top 10                    |                 |                 |                 |                 |                 | 1                    |        |                   | 1      |        | 4       |
| Punkteränge               |                 | 9               | 18              | 4               | 4               | 19                   |        | 7                 | 61     |        | 6       |
| Starts                    |                 | 16              | 53              | 6               | 5               | 36                   | 30     | 17                | 163    |        | 6       |
| Stand: Saisonende 2024/25 |                 |                 |                 |                 |                 |                      |        |                   |        |        |         |

### Weltcup-Gesamtplatzierungen
| Saison  | Gesamt | Gesamt | Distanz | Distanz |
| Saison  | Punkte | Platz  | Punkte  | Platz   |
| ------- | ------ | ------ | ------- | ------- |
| 2015/16 | 82     | 68.    | 66      | 42.     |
| 2016/17 | 48     | 88.    | 34      | 63.     |
| 2017/18 | 120    | 51.    | 98      | 33.     |
| 2018/19 | 43     | 83.    | 43      | 54.     |
| 2019/20 | 80     | 63.    | 60      | 46.     |
| 2020/21 | 70     | 63.    | 60      | 45.     |
| 2021/22 | 73     | 59.    | 53      | 40.     |
| 2022/23 | 57     | 134.   | 57      | 79.     |
| 2023/24 | 125    | 91.    | 71      | 74.     |
| 2024/25 | 18     | 177.   | 18      | 114.    |